# Manara Valgimigli
Manara Valgimigli (San Piero in Bagno, 9 luglio 1876 – Vilminore di Scalve, 28 agosto 1965) è stato un filologo classico, grecista, poeta e scrittore italiano.

## Biografia
Nacque a San Piero in Bagno, frazione di Bagno di Romagna, nella provincia di Forlì-Cesena. Era figlio di un maestro elementare che, originario di Modigliana, si era trasferito in quel luogo per motivi di lavoro. La madre, scomparsa nel 1887 quando lui aveva solo undici anni, era figlia del titolare della farmacia dell'ospedale Angioloni di San Piero. Studiò presso il liceo classico di Lucca, dove la famiglia si era trasferita quando il padre era stato promosso ispettore. Fu allievo di Giosuè Carducci all'Università di Bologna, una tappa  "determinante per la sua formazione umanistica, assieme all'amicizia di Renato Serra e di Alfredo Panzini".
Dopo la laurea, conseguita nel 1898, fu insegnante liceale in varie città: a Messina, La Spezia, Lucera, ancora Messina (subito dopo il terremoto del 1908), quindi Massa (1914-16), di nuovo Spezia (1916-20) e infine Pisa (1920-22). Risale al periodo massese il suo impegno di amministratore in qualità di assessore alla Pubblica Istruzione nella giunta comunale della città.
Nel 1922 vinse il concorso per una cattedra di letteratura greca all’Università di Messina, dove rimase fino al 1923 consolidando la sua amicizia con Giorgio Pasquali, Michele Barbi e soprattutto Concetto Marchesi. Insegnò poi all'Università di Pisa e infine in quella di Padova, dove rimase fino al 1948. Amava farsi chiamare "maestro di scuola" e lasciò un gran numero di allievi, tra cui il bizantinista e paleografo Elpidio Mioni.
Fu poi direttore della Biblioteca Classense di Ravenna dal 1948 al 1955, dove "indossava un camice bianco che lo faceva assomigliare a un medico". Dal secondo dopoguerra scrisse con regolarità sulla terza pagina de Il Resto del Carlino con uno stile che Giovanni Spadolini definì "terso e sereno, con classica perfezione". I suoi elzeviri saranno raccolti in volumi. 
Valgimigli arrivò a Ravenna e alla Biblioteca Classense non più giovane - nel 1948 aveva 72 anni - negli anni del dopoguerra e della ricostruzione. Pochi mesi prima, verso la fine della sua carriera universitaria, era stato invitato a una residenza “perpetua” dalla Scuola Normale di Pisa, che gli offriva alloggio e ospitalità chiedendo in cambio solo la sua biblioteca; qualche mese dopo ancora l'Università di Padova gli offriva la continuazione dell'insegnamento. Il rettore dell'ateneo patavino gli scrisse che il suo magistero era universalmente definito “incomparabile e non sostituibile”. Ma Valgimigli scelse di trasferirsi a Ravenna e alla Classense. Racconterà poi il motivo di questa scelta: “Io vi andai anche attratto, nei miei amori di filologo classico, dal celeberrimo codice, detto appunto "il Ravennate", della fine del secolo decimo, che il cremonese abate Pietro Canneti, dei frati camaldolesi, comperò a Pisa, e che contiene, con scolii marginali e interlineari, tutte le undici commedie di Aristofane che ci rimangono"; il manoscritto è il 429, l'Aristofane oggi detto Ravennate.
Alla Classense Valgimigli donerà la sua biblioteca personale di lavoro - più di 7 000 fra volumi e opuscoli - che riflette la sua attività di filologo, traduttore e interprete dei grandi classici, nonché di pedagogo.
La vita familiare fu costellata di lutti, descritti nelle pagine di memorialistica: nel 1904 la morte della prima moglie, nel 1918 quella del figlio Bixio, a soli sei anni, per polmonite, e poco dopo scomparvero la seconda moglie e la figlia Erse, studentessa di filologia classica e letteratura latina (avrebbe dovuto laurearsi con Marchesi), vittima della tubercolosi.
Morì per una crisi cardiaca nel 1965 a Vilminore, una località turistica montana in provincia di Bergamo, dove si trovava nella villa del figlio Giorgio. È sepolto nel piccolo cimitero di Sant’Anna ad Asolo insieme alla moglie, alla figlia e al figlioletto Bixio. La sua tomba è accanto a quella di Eleonora Duse.

## Scelte politiche
Nel periodo bolognese frequentò circoli repubblicani e socialisti, maturando un fermo anticlericalismo e nello stesso tempo "un socialismo umanitario alla Pascoli". Nel 1898 cercò di arruolarsi con i volontari garibaldini per andare in Grecia ma fu riformato alla visita medica. Fu poi antifascista (firmò nel 1925 il Manifesto degli intellettuali antifascisti redatto da Croce) scontando la sua opposizione al regime con il carcere. Dal secondo dopoguerra fu iscritto al Partito Socialista Italiano; amico di Pietro Nenni e di Sandro Pertini.

## Curiosità
- Era un esperto alpinista[11] e trascorse molte estati in Alto Adige, in particolar modo a Castelrotto.[12]

## Omaggi
- Nel 1988 è stata costituita a San Piero in Bagno l'associazione Centro Studi Valgimigliani che ha promosso tra l'altro la pubblicazione del carteggio tra Marino Moretti e Valgimigli (1935-1965) Cartolinette oneste e modeste (a cura di R. Greggi e S. Santucci, Bologna, Pàtron Editore, 2000).

- Gli sono state dedicate una strada a Pisa, una a Coreglia Antelminelli (LU), una nella sua San Piero in Bagno, nel comune di Bagno di Romagna (FC), e una a Vilminore di Scalve (BG), comune bergamasco nel quale gli è stata intitolata anche la biblioteca. Hanno il suo nome anche la biblioteca di Santo Stefano, in provincia di Ravenna, e il Liceo delle Scienze Umane “Manara Valgimigli” di Rimini (RN).

## Riconoscimenti
- Nel 1965 il suo libro Poeti e filosofi di Grecia, edito da Sansoni, vinse il Premio Viareggio nella categoria Saggistica.[13]

## Opere

### Autore

#### Saggi di filologia
Sull'attività di Valgimigli in quanto filologo, penetrante il giudizio di Enzo Degani, che lo definisce "lettore di poesia tutt'altro che svenevole, interprete quanto mai felice di poeti e filosofi di Grecia". Di particolare interesse l'allora non comune trasversalità degli interessi di studio critico, che spaziò da tradizionali temi di ricerca filologico-letteraria nell'ambito greco-antico, a scelte più schiettamente filosofiche (versioni dall'opera platonica, che sostituirono quelle, per stile obsolete, di R. Bonghi; edizione italiana con ampio corredo di note, presso Laterza, della Poetica aristotelica). Quest'interesse dal significato personalissimo entrerà influenzando non soltanto la sua opera critica e di filologo, ma i numerosi contributi di elzevirista e biografo culturale. Di particolare importanza i suoi contributi alla ricostruzione della scuola bolognese carducciana e delle abitudini umane e critiche di Carducci letterato e docente. Carducci allegro rappresenta un classico, nel quadro delle testimonianze biografiche carducciane. 

### Raccolte di elzeviri
- Il mantello di Cebète, Padova, Le Tre Venezie, 1947 (considerato il capolavoro del Valgimigli prosatore);
- La mula di don Abbondio, 1954;
- Colleviti, Milano, Mondadori, 1959.

#### Saggi di altri argomenti
- Uomini e scrittori del mio tempo, Firenze, Sansoni 1943 (seconda edizione 1965)

### Traduttore
Molte delle sue magistrali traduzioni (Sofocle, Eschilo, Saffo, Platone e Aristotele) sono ancora in uso nel teatro e nei testi scolastici, soprattutto quella del Fedone di Platone, pubblicata per la casa editrice Sandron di Palermo e basata sulla collezione Graecia Capta (1938).
Sull'attività di Valgimigli come traduttore si legga il giudizio di Vincenzo Di Benedetto: "Singolare [...] è la capacità di rifuggire da ogni tentazione di 'effetto' esterno, sonante, declamatorio (una tentazione che invece inquina le traduzioni di un Ettore Romagnoli o di un Bignone). E in più, rispetto a esiti pur felici nella loro smaliziata modernità, quali le versioni di un Quasimodo, la presenza costante di un retroterra filologico, di una percezione professionale delle valenze inscritte nella parola, nel nesso, nel costrutto antichi" (V. Di Benedetto, Valgimigli traduttore dell'Orestea, in Introduzione a Eschilo, Orestea, Milano, Rizzoli, 1980 [BUR L 257], p. 40).

### Curatore
Valgimigli curò l'edizione nazionale delle Lettere del Carducci (8 volumi, 1952-1960), l'edizione dei Carmina di Giovanni Pascoli (Milano, Mondadori, 1951), con Carlo Muscetta l'edizione delle Opere di Vincenzo Monti (Milano-Napoli, Riccardi, 1963), con E. Bolisani La corrispondenza poetica di Dante Alighieri e Giovanni del Virgilio (Firenze, Olschki, 1963).